# Packard Clipper
La Clipper è un'autovettura costruita dalla Packard dal 1941 al 1942 e dal 1953 al 1954. La produzione continuò poi per opera della Studebaker-Packard Corporation dal 1955 al 1957. Le vetture con marchio Clipper commercializzate nei primi mesi del 1956 sono da considerare a parte, e non come un modello Packard.

## Il contesto
A seguito della grande depressione, la Packard, famosa per le autovetture di prestigio, decise di ampliare la gamma offerta e commercializzare anche auto medie. La prima serie della Clipper, costruita dal 1941 al 1942, si collocò in questo segmento. La fabbricazione del modello si interruppe a causa della seconda guerra mondiale quando la Packard convertì le proprie linee produttive a scopi militari per la costruzione di motori aeronautici. Quando il conflitto terminò e la produzione fu riconvertita a scopi civili, a tutti i modelli Packard fu aggiunto il termine Clipper nella denominazione delle vetture, e questo perdurò dal 1946 al 1947. Dall'anno successivo il nome Clipper fu rimosso, e ricomparve nel 1953 nel momento in cui furono rinominate le Packard 200 e 250. La produzione continuò fino al 1956, quando per il modello fu creato un marchio a sé stante, cioè “Clipper”. Nello stesso anno il marchio fu soppresso, ed il nome Clipper comparve nuovamente applicato a vetture Packard. La produzione però fu interrotta nel luglio del medesimo anno con la chiusura degli stabilimenti Packard di Detroit. L'anno successivo, nel 1957, il nome Clipper fu applicato a delle Studebaker ristilizzate che furono soprannominate scherzosamente dai media Packardbaker. La produzione di quest'ultima serie della Clipper terminò definitivamente lo stesso anno.

## La vettura

### La prima serie

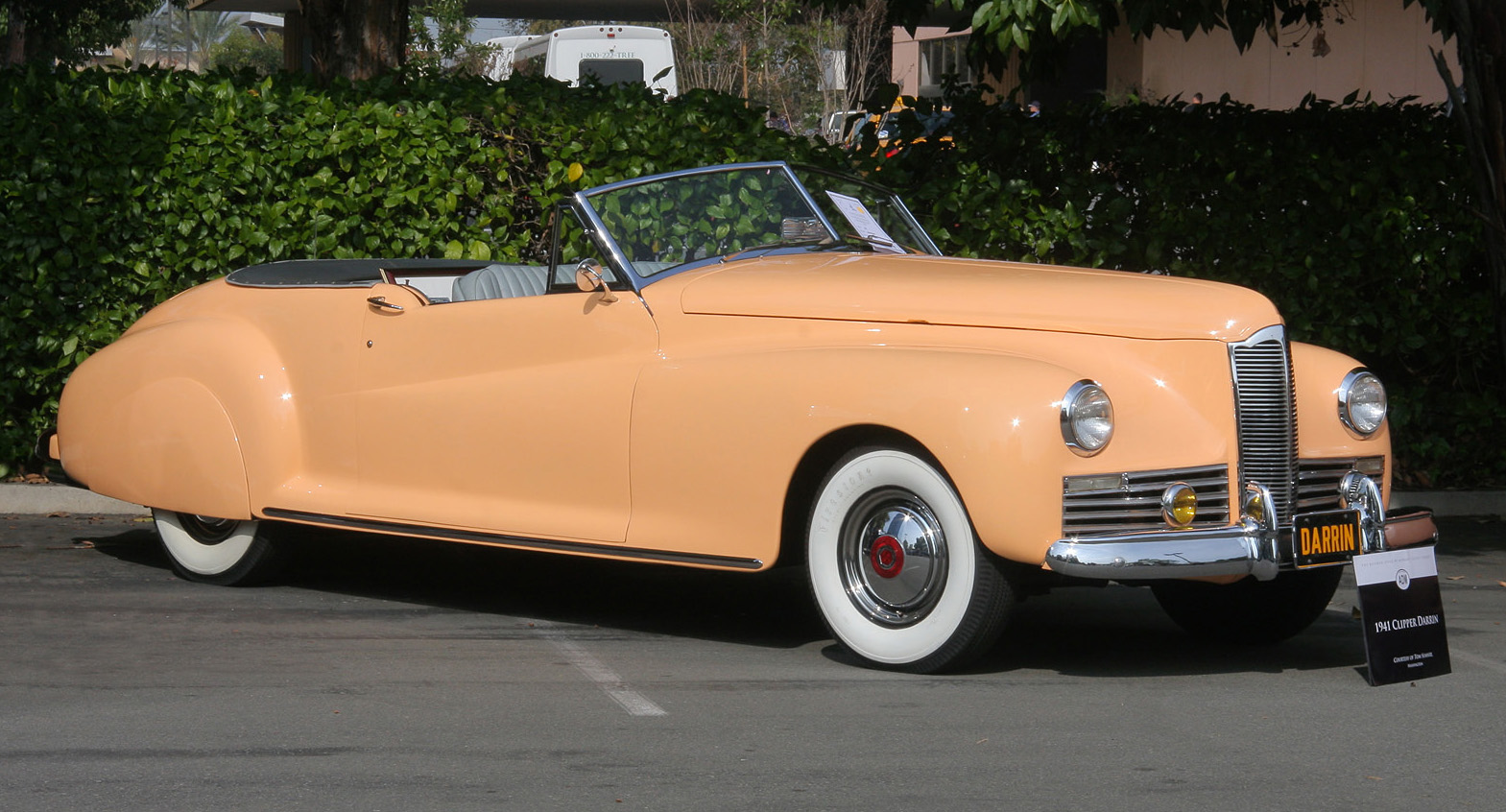
Una Packard Clipper cabriolet del 1941

La Packard introdusse la Clipper nel 1941 come parte della sua 19ª serie di automobili. Il modello possedeva un design sfuggente che era caratterizzato da parafanghi anteriori incorporati nelle fiancate, ed era mossa dallo stesso motore della 180. La Clipper era più bassa e più larga delle Packard precedenti, e fu la prima vettura della Casa automobilistica di Detroit con una linea aerodinamica. Una serie di vetture fu offerta in versione quattro porte berlina. La Clipper era venduta ad un prezzo compreso tra quello della 120 e della 160. Una pubblicità della Packard incoraggiava i consumatori con lo slogan "Skipper the Clipper!" (in inglese, “Salta sulla Clipper!”).
La 20ª serie di vetture Packard (1942), ad eccezione della Six e dei modelli cabriolet, fu caratterizzata dal fatto che tutti i modelli si “clipperizzarono”, cioè adottarono la linea e lo stile introdotto nel 1941 dalla Clipper.
Nel 1942, a causa degli eventi bellici e della conseguente conversione degli impianti per scopi militari, la produzione di questa serie della Clipper terminò.

### “Clipper” nel nome di tutte le Packard
Dal 1946 al 1947 tutti i modelli Packard usarono lo stile e la linea del corpo vettura della Clipper. Il nome stesso comparve anche nella loro denominazione, ed i modelli a cui fu apposto furono la Six e la Eight in tutte le loro versioni. Così la gamma offerta all'epoca dalla Packard comprendeva: la Clipper Six, la Clipper Eight, la Super Clipper Eight e la Custom Super Clipper Eight.

### Le serie Packard senza il nome “Clipper”
La denominazione Clipper fu cancellata nel 1948 con l'uscita della 22ª serie. Secondo quanto dichiarato dalla Packard la gamma doveva essere completamente nuova, ma in realtà i modelli erano delle Clipper ristilizzate. In un momento in cui la compagnia era ancora in ottime condizioni e avrebbe potuto vendere praticamente ogni veicolo costruito, il presidente della Packard, George Christopher, premette per concentrare le vendite della compagnia sulle automobili più economiche, mentre i concorrenti principali come la Cadillac focalizzarono l'attenzione sulle vetture di prestigio.
La 22ª e la 23ª serie, commercializzate nella metà del 1949, avevano uno stile definito "a vasca da bagno rovesciata", com'era in voga in quegli anni. Sfortunatamente per la Packard e le altre quattro Case automobilistiche che applicavano questo design (cioè la Nash, la Lincoln, la Mercury e la Hudson), la General Motors introdusse uno stile più ribassato, dalle linee più tese e con forme meno arrotondate, che conquistò subito il favore dei consumatori, mentre il design lanciato dalle prime lo perse.
A seguito delle lotte intestine che avvennero nella Packard nel 1949, la dirigenza della compagnia decise di rivedere il design “a vasca da bagno” e creare una nuova serie, la 24ª, nel 1951. Il nuovo stile "a scatola alta" (così chiamato per la sua alta linea di cintura) era molto più moderno e accattivante. In ogni modo, la Packard continuò a spingere con decisione nelle vendite delle vetture di prezzo medio, come la 200 e la 250. Il segmento in cui si inserivano queste ultime era però dominato dalla Oldsmobile, dalla De Soto e da altre. 
James Nance diventò presidente della Packard nel 1952 e si mise subito lavoro per separare le vetture più economiche dai modelli di prestigio. Come prima mossa, decise che la 200 e la 250 sarebbero state incorporate nella nuova linea Clipper, attesa per l'anno successivo.

### Le Packard 200 e 250 rinominate “Clipper”

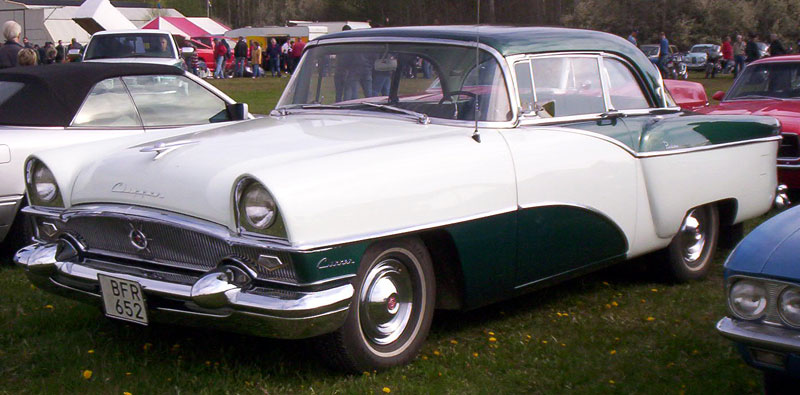
Una Packard Panama Clipper del 1955

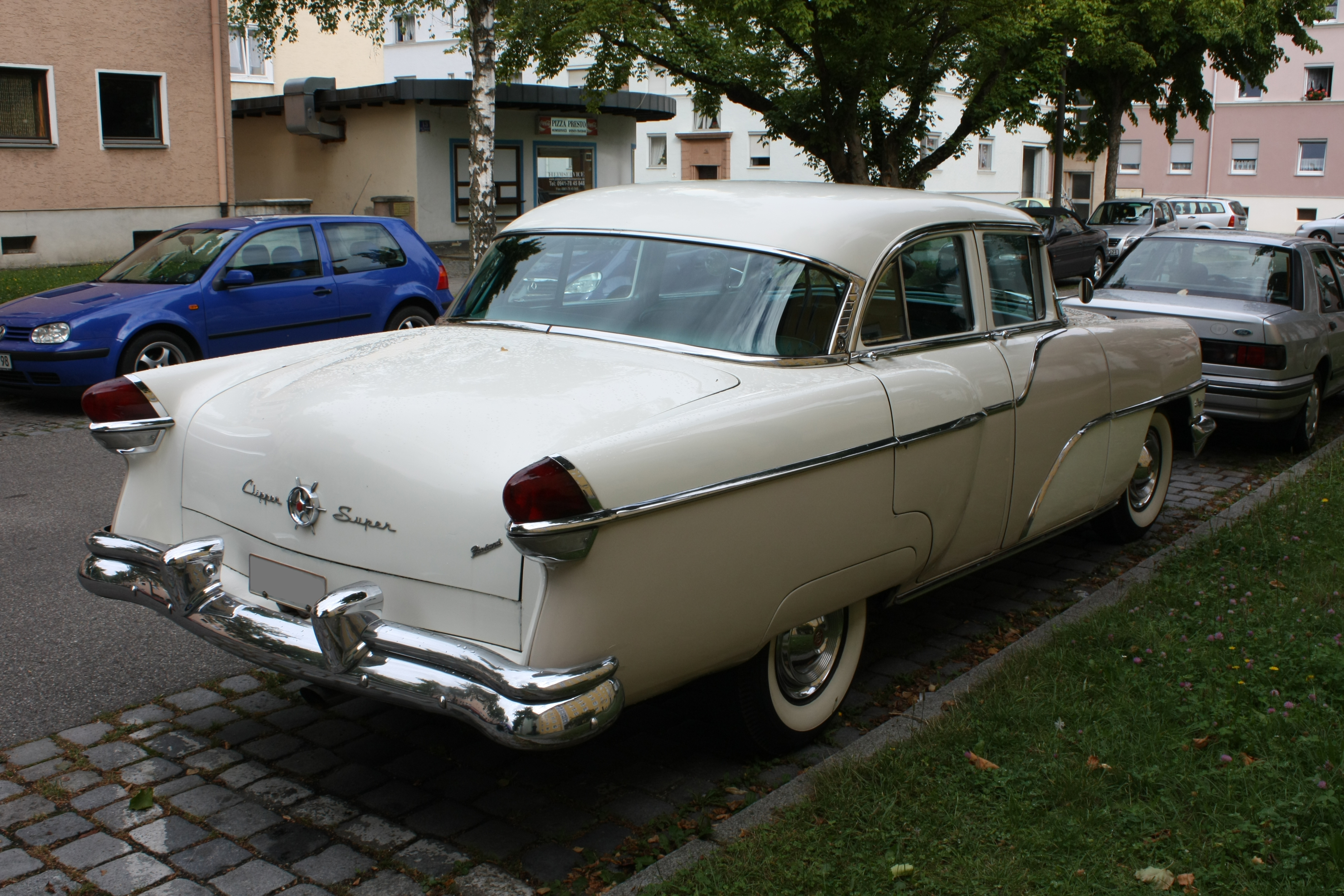
Vista posteriore di una Packard Super Clipper del 1955

L'idea originaria di Nance era di introdurre la nuova Clipper come un marchio a sé stante, con l'obiettivo di separare le auto di segmento medio da quelle di prestigio. Si era reso conto, infatti, che le prime intaccavano la reputazione del marchio Packard, che un tempo dominava il mercato delle vetture di lusso. Quando la parola trapelò presso la rete di vendita e fu ventilata la possibilità di perdere i modelli Packard più venduti solo per il fatto che avrebbero cambiato il marchio, i concessionari si impuntarono. Come soluzione pacifica, Nance ripristinò il nome Clipper come modello della gamma Packard, continuando però a lavorare alla possibilità di avere in qualche modo il denominazione Clipper come marchio a sé. 
Di conseguenza, il nome Packard Clipper fu reintrodotto all'inizio del 1953 per i modelli più economici della gamma, in precedenza conosciuti come 200 e 250. Furono rinominati rispettivamente Packard Clipper Special e Packard Clipper Deluxe, e si differenziavano per il livello di allestimento interno. Erano disponibili in versione a due e quattro porte.
Nel 1954 ci fu un leggero restyling della nuova Clipper, che fu incentrato sulla parte posteriore. Furono rivisti i parafanghi ed i fanali retrostanti, che diedero al modello un ulteriore segno distintivo rispetto alle Packard tradizionali. Il modello era anche disponibile con una tinta a due colori. Nel 1955, la Packard diventò un marchio della nuova compagnia che ebbe origine dalla fusione con la Studebaker, la Studebaker-Packard Corporation.
Della serie Clipper fu creata una versione hard-top due porte, la Clipper Costellation, che fu in produzione dal 1955 al 1956. Nel primo anno di produzione era ancora una vettura Packard, ma da quello successivo fece parte del marchio omonimo, cioè “Clipper”.

### Il marchio “Clipper” ed il ritorno dell'emblema Packard

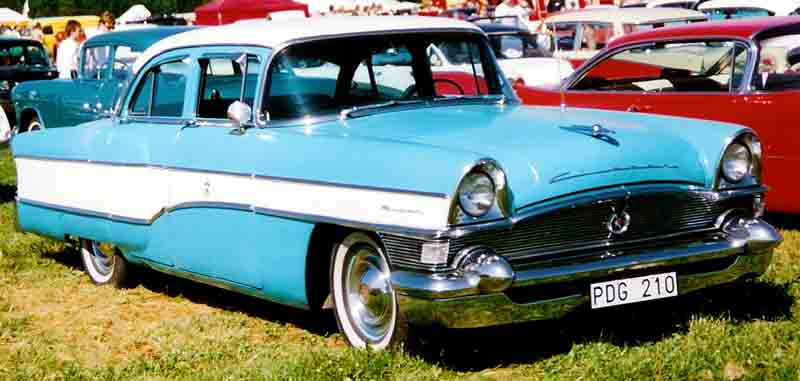
Una Packard Clipper quattro porte berlina del 1956

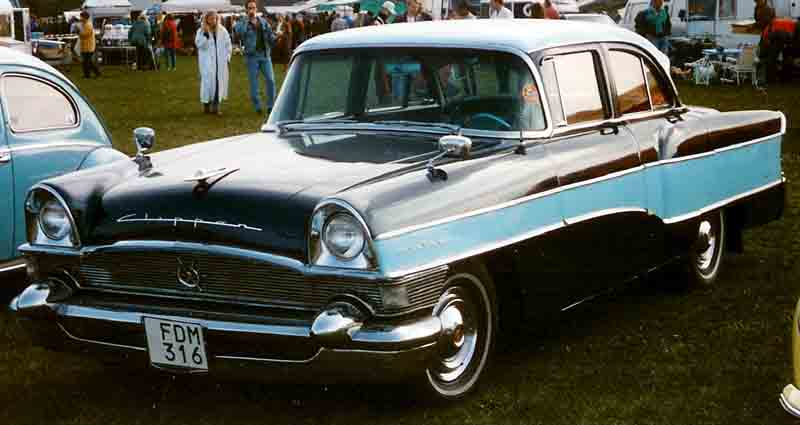
Una Packard Clipper quattro porte berlina del 1956 versione “Custom”

Nel 1956 si realizzò il sogno di Nance, cioè la creazione di un marchio automobilistico la cui gamma era formata da autovetture economiche, vale a dire “Clipper”. Questa mossa fu però giudicata tardiva da molti esperti sia contemporanei che successivi. Clipper ora era un marchio registrato che vendeva vetture attraverso il dipartimento Packard-Clipper Division della Studebaker-Packard Corporation.
Ai concessionari Packard esistenti fu richiesto di dar vita ad una rete di vendita in franchising per il marchio Clipper, ma ancora una volta in molti protestarono ed entro l'anno le scritte e gli emblemi Packard cominciarono ad essere posti sui portelloni dei bagagliai delle Clipper che uscivano dalle catene di montaggio. In opposizione alla strategia di Nance, gli emblemi furono anche applicati alle vetture già costruite e che giacevano in gran quantità nei punti vendita degli Stati Uniti.
Già entro l'estate del 1956 la Studebaker-Packard era in difficoltà finanziarie serie. Le vendite di Packard e Clipper non furono infatti profittevoli, ed i creditori della compagnia si rifiutarono di fornire altro denaro che avrebbe permesso a Nance di realizzare il suo ultimo obbiettivo, cioè quello di limitare i costi di produzione mettendo in condivisione i componenti delle carrozzerie dei tre modelli che erano in vendita all'epoca. Nel luglio dello stesso anno le ultime Packard, tra cui la Clipper, uscirono dagli stabilimenti storici di Detroit, che furono chiusi. Queste furono le ultime autentiche Packard costruite, dato che i successivi modelli che avrebbero portato questo nome erano in realtà delle Studebaker ristilizzate.

### L'ultima serie della Clipper
Dopo la chiusura degli stabilimenti Packard di Detroit, la Studebaker-Packard Corporation finì in amministrazione controllata con alla guida il produttore di aeroplani Curtiss-Wright. Il presidente di quest'ultima, Roy T. Hurley, ed il nuovo presidente della Studebaker-Packard, Harold Churchill, approvarono la produzione e la commercializzazione di un nuovo modello Packard, da fabbricare negli stabilimenti Studebaker di South Bend. La nuova Packard, originariamente ideata per succedere alla Executive, condivideva la carrozzeria quattro porte berlina e familiare della Studebaker President. I costi totali di manodopera per realizzare il nuovo modello furono stimati in 1.000.000 di dollari. Nel 1956 la produzione della Executive terminò, ed al nuovo modello, che fu fabbricato l'anno seguente, fu dato il nome di Clipper. Essa fu l'unica serie di vetture prodotte con il marchio Packard nel 1957.
Con l'obbiettivo di contenere il più possibile i costi, furono mantenuti i componenti dell'allestimento interno della Clipper dell'anno precedente. Ciò fu anche fatto per differenziare il modello dalla Studebaker President, ed infatti esternamente fu installato un paraurti più stretto derivato dal design tipico delle Packard. Furono inoltre ripresi i fanali posteriori ed i copricerchioni del modello del 1956. All'interno, la strumentazione del cruscotto era di distribuita come sulle Clipper dei due anni precedenti. Nel complesso, il risultato fu che il modello era in sostanza una Studebaker più sfarzosa.
Le vendite della nuova Clipper non furono buone. Uno dei motivi principali era che il modello derivava troppo spiccatamente dalle Studebaker, tanto che le Clipper ed i modelli marchiati Packard che seguirono furono soprannominati con ironia dai media Packardbaker. Infatti, furono venduti solamente 4600 esemplari nell'unico anno di produzione di questa serie della Clipper, cioè il 1957.
Nel 1958 la Clipper non fu più fabbricata, e le poche autovetture Packard che erano costruite (in versione quattro porte berlina, familiare e due porte hard-top coupé) erano quasi tutte conosciute solo con il marchio, senza la denominazione del modello. L'unica eccezione fu la Hawk, che era basata sulla Studebaker Golden Hawk. Furono le ultime vetture prodotte con marchio Packard.